# Snowboard ai XXIV Giochi olimpici invernali - Snowboard cross a squadre
La gara di snowboard cross a squadre dei XXIV Giochi olimpici invernali di Pechino, in Cina, si è svolta il 12 febbraio 2022, presso la stazione sciistica Genting Snow Park.

## Risultati

### Quarti di finale
Le prime due atlete avanzano alle semifinali.
Quarto di finale 1
| Pos. | Nº | Atleta                                       | Nazione  | Note |
| ---- | -- | -------------------------------------------- | -------- | ---- |
| 1    | 1  | Omar Visintin Michela Moioli                 | Italia   | Q    |
| 2    | 8  | Martin Nörl Jana Fischer                     | Germania | Q    |
| 3    | 9  | Loan Bozzolo Julia Pereira de Sousa-Mabileau | Francia  |      |

Quarto di finale 2
| Pos. | Nº | Atleta                              | Nazione     | Note |
| ---- | -- | ----------------------------------- | ----------- | ---- |
| 1    | 5  | Nick Baumgartner Lindsey Jacobellis | Stati Uniti | Q    |
| 2    | 13 | Kalle Koblet Sophie Hediger         | Svizzera    | Q    |
| 3    | 4  | Cameron Bolton Belle Brockhoff      | Australia   | DNF  |
| 4    | 12 | Adam Lambert Josie Baff             | Australia   | DNF  |

Quarto di finale 3
| Pos. | Nº | Atleta                         | Nazione     | Note |
| ---- | -- | ------------------------------ | ----------- | ---- |
| 1    | 14 | Daniil Donskikh Kristina Paul' | ROC         | Q    |
| 2    | 6  | Éliot Grondin Meryeta O'Dine   | Canada      | Q    |
| 3    | 11 | Jake Vedder Faye Gulini        | Stati Uniti |      |
| 4    | 3  | Merlin Surget Chloé Trespeuch  | Francia     |      |

Quarto di finale 4
| Pos. | Nº | Atleta                             | Nazione       | Note |
| ---- | -- | ---------------------------------- | ------------- | ---- |
| 1    | 15 | Huw Nightingale Charlotte Bankes   | Gran Bretagna | Q    |
| 2    | 10 | Lorenzo Sommariva Caterina Carpano | Italia        | Q    |
| 3    | 7  | Liam Moffatt Tess Critchlow        | Canada        |      |
| 4    | 2  | Alessandro Hämmerle Pia Zerkhold   | Austria       |      |

### Semifinali
Le prime due atlete si contenderanno le medaglie nella finale A, mentre i restanti disputano la finale B.
Semifinale 1
| Pos. | Nº | Atleta                              | Nazione     | Note |
| ---- | -- | ----------------------------------- | ----------- | ---- |
| 1    | 1  | Omar Visintin Michela Moioli        | Italia      | QA   |
| 2    | 5  | Nick Baumgartner Lindsey Jacobellis | Stati Uniti | QA   |
| 3    | 8  | Martin Nörl Jana Fischer            | Germania    | QB   |
| 4    | 13 | Kalle Koblet Sophie Hediger         | Svizzera    | QB   |

Semifinale 2
| Pos. | Nº | Atleta                             | Nazione       | Note |
| ---- | -- | ---------------------------------- | ------------- | ---- |
| 1    | 10 | Lorenzo Sommariva Caterina Carpano | Italia        | QA   |
| 2    | 6  | Éliot Grondin Meryeta O'Dine       | Canada        | QA   |
| 3    | 15 | Huw Nightingale Charlotte Bankes   | Gran Bretagna | QB   |
| -    | 14 | Daniil Donskikh Kristina Paul'     | ROC           | QB   |

### Finali
Finale B
| Pos. | Nº | Atleta                           | Nazione       | Note |
| ---- | -- | -------------------------------- | ------------- | ---- |
| 5    | 8  | Martin Nörl Jana Fischer         | Germania      |      |
| 6    | 15 | Huw Nightingale Charlotte Bankes | Gran Bretagna |      |
| 7    | 13 | Kalle Koblet Sophie Hediger      | Svizzera      |      |
| 8    | 14 | Daniil Donskikh Kristina Paul'   | ROC           |      |

Finale A
| Pos.    | Nº | Atleta                              | Nazione     | Note |
| ------- | -- | ----------------------------------- | ----------- | ---- |
| Oro     | 5  | Nick Baumgartner Lindsey Jacobellis | Stati Uniti |      |
| Argento | 1  | Omar Visintin Michela Moioli        | Italia      |      |
| Bronzo  | 6  | Éliot Grondin Meryeta O'Dine        | Canada      |      |
| 4       | 10 | Lorenzo Sommariva Caterina Carpano  | Italia      |      |